# Via acessória
Uma via acessória é uma via de condução elétrica adicional entre duas partes do coração. A presença de uma via acessória faz com que ocorra condução elétrica além do sistema normal de condução, afetando o ciclo cardíaco. As causas são congénitas. Entre as condições causadas pela presença de vias acessórias estão a síndrome de Wolff-Parkinson-White e a taquicardia paroxística supraventricular. O tipo de via acessória mais comum é o feixe de Kent.